# Iker Muniain
Iker Muniain Goñi, [ˈiker muniˈain ˈgoɲi], (ur. 19 grudnia 1992 w Pampelunie) – hiszpański piłkarz narodowości baskijskiej, występujący na pozycji napastnika w argentyńskim klubie San Lorenzo. Dwukrotny reprezentant Hiszpanii. Wychowanek oraz wieloletni zawodnik Athletic Bilbao.

## Kariera

### Athletic Bilbao
Debiut zaliczył w kwalifikacjach Ligi Europy w meczu z BSC Young Boys, wchodząc w 59 minucie meczu za Gaizikę Toquero. Bilbao przegrało ten mecz 0:1, a Muniain był najmłodszym graczem, który założył koszulkę tej drużyny w oficjalnym meczu mając 16 lat, 7 miesięcy i 11 dni.
Jeden tydzień później w rewanżu w Szwajcarii zdobył swojego pierwszego gola w karierze. Athletic wygrał ten mecz 2:1 dzięki bramkom na wyjeździe. Po tym meczu Muniain znowu wpisał się do rekordów Bilbao, mając 16 lat, 7 miesięcy i 18 dni.
30 sierpnia 2009 ustanowił kolejny rekord. W inauguracyjnej wygranej w meczu z Espanyolem zagrał od 1 minuty, stając się najmłodszym piłkarzem, który zagrał w La Liga.
Dwa tygodnie później zdobył kolejną bramkę w Lidze Europy. W meczu z Austrią Wiedeń jego drużyna wygrała 3:0. 2 pozostałe bramki zdobył Fernando Llorente.
Dążąc za rekordami ustanowił nowy - najmłodszy strzelec najwyższych lig rozgrywkowych w Europie. 4 października 2009 strzelił bramkę w meczu z Realem Valladolid. Gola strzelił mając 16 lat, 289 dni, a Atletic zremisował 2-2.
1 grudnia 2009 podpisał swój pierwszy profesjonalny kontrakt z Athletic do czerwca 2015.
6 grudnia 2009 prawie po miesięcznej kontuzji w meczu z Valencią zdobył kolejną bramkę. Tydzień później asystował przy kolejnych dwóch golach swoich kolegów z drużyny w wygranym meczu 2:1 z Realem Zaragozą.
Dostawał od trenera coraz większe zaufanie. W meczu z Xerez CD zagrał pełne 90 minut i odwdzięczył się zdobywając bramkę już 2 minucie meczu.

#### Statystyki
Aktualne na 19 maja 2019
| Klub             | Sezon            | Liga    | Liga | Puchar  | Puchar | Europa  | Europa | Inne    | Inne | Razem   | Razem |
| Klub             | Sezon            | Występy | Gole | Występy | Gole   | Występy | Gole   | Występy | Gole | Występy | Gole  |
| ---------------- | ---------------- | ------- | ---- | ------- | ------ | ------- | ------ | ------- | ---- | ------- | ----- |
| Athletic Bilbao  | 2009/2010        | 26      | 4    | 0       | 0      | 9       | 2      | 0       | 0    | 35      | 6     |
| Athletic Bilbao  | 2010/2011        | 35      | 5    | 3       | 0      | —       | —      | —       | —    | 38      | 5     |
| Athletic Bilbao  | 2011/2012        | 33      | 2    | 9       | 2      | 16      | 5      | —       | —    | 58      | 9     |
| Athletic Bilbao  | 2012/2013        | 33      | 1    | 2       | 0      | 8       | 1      | —       | —    | 43      | 2     |
| Athletic Bilbao  | 2013/2014        | 35      | 7    | 4       | 2      | 0       | 0      | —       | —    | 41      | 9     |
| Athletic Bilbao  | 2014/2015        | 25      | 1    | 2       | 0      | 6       | 0      | —       | —    | 33      | 1     |
| Athletic Bilbao  | 2015/2016        | 20      | 2    | 3       | 0      | 5       | 0      | —       | —    | 29      | 2     |
| Athletic Bilbao  | 2016/2017        | 35      | 7    | 3       | 0      | 8       | 0      | —       | —    | 46      | 7     |
| Athletic Bilbao  | 2017/2018        | 14      | 4    | 0       | 0      | 2       | 0      | —       | —    | 16      | 4     |
| Athletic Bilbao  | 2018/2019        | 34      | 7    | 3       | 0      | 0       | 0      | —       | —    | 37      | 7     |
| Razem w karierze | Razem w karierze | 290     | 40   | 29      | 4      | 51      | 11     | 0       | 0    | 374     | 52    |

### Reprezentacja
Z reprezentacją Hiszpanii U-17 w piłce nożnej był na Mistrzostwach Świata U-17 w 2009. Hiszpania trafiła w grupie na Stany Zjednoczone, Malawi, Zjednoczone Emiraty Arabskie i bez problemu wyszła bez straty punktu. Hiszpania w tym turnieju zajęła trzecie miejsce, Muniain grał we wszystkich meczach, ale nie zdobył żadnej bramki.
W mistrzostwach Europy U-19 we Francji wywalczył z drużyną Hiszpanii 2. miejsce przegrywając w finale z gospodarzami turnieju.
W dorosłej reprezentacji zadebiutował 29 lutego w zwycięskim 5:0 towarzyskim meczu z Wenezuelą.